# Stelletta soteropolitana
Stelletta soteropolitana är en svampdjursart som beskrevs av Cosme och Peixinho 2007. Stelletta soteropolitana ingår i släktet Stelletta och familjen Ancorinidae. Inga underarter finns listade i Catalogue of Life.